# Leuronota acutipennis
Leuronota acutipennis är en insektsart som först beskrevs av Crawford 1910.  Leuronota acutipennis ingår i släktet Leuronota och familjen spetsbladloppor.
Artens utbredningsområde är Nicaragua. Inga underarter finns listade i Catalogue of Life.